# Марка Гшайдле
«Ма́рка Гша́йдле» (нем. Gscheidle-Marke), или «Ошибка Гшайдле» (Gscheidle-Irrtum) — филателистическое название запланированной к выпуску и отпечатанной, но не выпущенной в свет почтово-благотворительной марки Западной Германии (ФРГ), посвящённой XXII летним Олимпийским играм в Москве (1980). Является одной из наиболее редких и дорогих почтовых марок послевоенной Германии.

## Описание
Марка бело-голубого цвета, с изображением развевающегося знамени Международного олимпийского комитета с разноцветными олимпийскими кольцами. Зубцовка 14, номинал 60 + 30 пфеннигов, доплата предполагалась в пользу Немецкого спортивного союза.
Дизайн марки был по политическим соображениям лишён каких бы то ни было ассоциаций с местом проведения будущих Олимпийских игр (СССР), а сама марка оказалась одиночной, несмотря на то что формально была отпечатана германской федеральной почтой в рамках многолетней ежегодно выпускаемой Deutsche Bundespost почтово-благотворительной серии «Для спорта» («Für den Sport»).

## История
Национальный олимпийский комитет ФРГ решил поддержать объявленный рядом стран Запада бойкот московской Олимпиады, в результате чего весь отпечатанный 10 апреля 1980 года 30-тысячный тираж уже разосланной по почтамтам марки был вновь собран и официально уничтожен. Что, впрочем, не помешало той же Deutsche Bundespost через месяц, 8 мая того же 1980 года, выпустить в рамках той же серии «Für den Sport» марки для Западного Берлина — правда, без олимпийской символики.
При уничтожении тиража по установленному порядку, тем не менее, было сохранено по одному 50-марочному листу для двух архивов — федерального почтового ведомства и федеральной государственной типографии (Bundesdruckerei) страны. В декабре 1982 — январе 1983 года выяснилось, однако, что тогдашний министр почты и телекоммуникаций ФРГ, член СДПГ, депутат бундестага Западной Германии Курт Гшайдле (Kurt Gscheidle) использовал служебное положение и сохранил третий лист. После своей отставки 28 апреля 1982 года с высокого поста он вывез лист с работы домой.
Жена экс-министра фрау Элизабет (Elisabeth Gscheidle) и их проживавший в Мюнхене сын Томас осенью-зимой 1982 года обнаружили этот лист в ящике письменного стола главы семьи, сочли лист обычными почтовыми марками и некоторое время без спроса использовали их для франкировки своих частных рождественско-новогодних почтовых отправлений — она в Бонне, сын в Мюнхене. До обнаружения этого факта филателистической общественностью и прессой членам семьи Курта Гшайдле удалось таким образом запустить в реальное почтовое обращение некоторое количество экземпляров уникальной олимпийской марки.
Первое подобное письмо было послано Элизабет 16 декабря 1982 года, первое мюнхенское гашение (от Томаса) датируется 6 ноября 1982 года. После того как пресса подняла скандал, смущённый Курт Гшайдле полностью покрыл причинённый его семьёй государству ущерб. Он купил в почтовом отделении другие марки на эквивалентную сумму и отдал их западногерманскому почтовому министерству. В газетных интервью Курт заявил, что не знает, сколько именно взял олимпийских марок, когда покидал Бундеспочту, но вероятно им было сохранено от уничтожения три листа по 50 штук, таким образом у него на руках оставался один лист.
Linn's Stamp News делает вывод, что Гшайдле, видимо, не понимал, что за марки ему достались, а если и понимал, то не придал этому большого значения. Так или иначе, 7 мая 1983 года Deutsche Bundespost выпустила специальное заявление, объявив все потенциально находящиеся на руках подобные марки вне официального обращения.

## Современность

Лист «марок Гшайдле», хранящийся в государственной типографии Германии (Bundesdruckerei)

Запущенные в оборот и оказавшиеся в итоге в частных руках экземпляры позже получили филателистическое имя — «марки Гшайдле».
Считается, что с 1983 года обнаружено (в основном, при разборе обычных филателистических смесей) по меньшей мере 24 экземпляра «марок Гшайдле», в том числе вертикальная сцепка из трёх штук, а также две на конвертах и одна на открытке.
Некоторые источники выражают сомнения в достоверности принятой версии событий, указывая на наличие, помимо мюнхенских и боннских, гашений почтовых отделений Саарбрюккена, Маннгейма и Шварцвальда. Как бы там ни было, 24 штуки перечислены и были исследованы. В ряде филателистических СМИ, тем не менее, выражается надежда, что семья Гшайдле израсходовала полный лист из 50 марок. Если это так, то где-то находятся и до сих пор не идентифицированные экземпляры. С этим косвенно согласно и издание Linn’s Stamp News: по его данным по меньшей мере 50 «марок Гшайдле» утекло в частные руки.
Каталожная цена экземпляра, согласно данным «Михеля» конца 1980-х годов, — DM10 000. Однако газета «Hamburger Abendblatt» уже в 1984 году сообщала, что неназванному студенту из Северной Германии удалось обнаружить «марку Гшайдле» в одной из купленных им киловарных смесей и реализовать на франкфуртском аукционе минимум за DM16 000.
По состоянию на весну 2009 года, стоимость одного экземпляра на филателистическом рынке превышала €13 000; большинство источников называет адекватной ценой €30 000. 1 сентября 2007 года в Штутгарте использованная на почтовой открытке марка была продана с аукциона за €85 000. По сообщению Die Welt, аукционная цена прошедшего почту письма с редкой маркой в 2008 году достигла €82 000, включая премию посредника. 25 апреля 2008 года второй конверт с этой маркой был реализован за €103 533.
«Марка Гшайдле» имеет статус каталожной в Германии, однако американский «Scott Standard Postage Stamp Catalogue» её не нумерует и даже не упоминает. В «Михеле» марка фигурирует под номером XIII (римской цифрой — как не выпущенная в свет) и идёт сразу после № 1058. При этом, несмотря на наличие нескольких негашёных экземпляров, «Михель» не приводит стоимости «марки Гшайдле» в таком состоянии. Linn’s Stamp News отмечает, что источник иногда появляющихся на рынке негашёных олимпийских марок остаётся неизвестным.

## Интересный факт

Единственная открытка с «маркой Гшайдле» (1982)

Единственная сохранившаяся почтовая карточка с редкой маркой — открытка, выпущенная гамбургской табачной компанией «Реемтсма» (Reemtsma) для розыгрыша призов. Фрау Гшайдле направила её по адресу компании и выиграла по ней фотокамеру Polaroid стоимостью DM100. Однако, как замечает Der Spiegel, маловероятно, что она осталась при этом довольна.